# التوفيقية (أعالي النيل)
التوفيقية قرية كانت تقع في أعالي النيل بجنوب السودان.